# سن-آلکسی، کبک (روستا)
سن-آلکسی (به فرانسوی: Saint-Alexis) روستایی در منطقه شهری مونکالم ناحیه لانودییر در استان کبک کانادا است. در سرشماری سال ۲۰۱۱ این روستا ۵۸۳ نفر جمعیت داشته‌است و مساحت آن ۶٫۶ کیلومتر مربع است.